# Opiorfina
Opiorfina – organiczny związek chemiczny, endogenny polipeptyd zbudowany z pięciu aminokwasów. Została wyizolowana po raz pierwszy z ludzkiej śliny. Wstępne doświadczenia na myszach wskazują, że związek ma działanie przeciwbólowe i to 6 razy silniejsze od morfiny. Jej działanie polega prawdopodobnie na zatrzymaniu rozkładu naturalnych związków przeciwbólowych, opioidów zwanych enkefalinami. Pentapeptyd opiorfiny pochodzi z końca N proteiny PROL1 (bogatej w prolinę). Opiorfina inhibuje 2 proteazy: obojętną ekto-endopeptydazę (NEP) i ekto-aminopeptydazę N.